# Campionati asiatici di ginnastica aerobica 2017
I Campionati asiatici di ginnastica aerobica 2017 sono stati la 6ª edizione della competizione organizzata dalla Asian Gymnastic Union.
Si sono svolti a Ulan Bator, in Mongolia, dal 13 al 18 settembre 2017.

## Medagliere
| Pos.   | Nazione  | Oro | Argento | Bronzo | Totale |
| ------ | -------- | --- | ------- | ------ | ------ |
| 1      | Vietnam  | 2   | 3       | 1      | 6      |
| 2      | Cina     | 2   | 2       | 0      | 4      |
| 3      | Giappone | 1   | 0       | 0      | 1      |
| 4      | Giappone | 0   | 0       | 2      | 2      |
| 4      | Mongolia | 0   | 0       | 2      | 2      |
| Totale | Totale   | 5   | 5       | 5      | 15     |

## Podi
| Evento                | Oro           | Argento            | Bronzo          |
| Individuale maschile  | Pan Lixi      | Lai Quang Anh      | Nguyen Viet Anh |
| Individuale femminile | Riri Kitazume | Ton Nu Thanh Thanh | Cha Yurim       |
| Coppia mista          | Cina          | Vietnam            | Corea del Sud   |
| Trio                  | Vietnam       | Cina               | Mongolia        |
| Gruppo                | Vietnam       | Cina               | Mongolia        |